# Малый Каменец (Курская область)
Малый Каменец — деревня в Большесолдатском районе Курской области России. Входит в Сторожевский сельсовет.

## География
Деревня находится на реке Белица, в 67 километрах к юго-западу от Курска, в 16 километрах к юго-востоку от районного центра — села Большое Солдатское, в 6 км от центра сельсовета — Сторожевое.
Улицы
В деревне улицы: Абессиния (10 домов), Выгон (12 домов), Вышняя (35 домов), Горничка (8 домов), Кончанка (14 домов), Москва (10 домов), Новосёловка (3 дома), Орлов Проулок (4 дома), Островка (8 домов), Петиновка (8 домов), Подколзинка (11 домов), Центральная (8 домов), Чайкина (16 домов), Юровка (7 домов).
Климат
Деревня, как и весь район, расположена в поясе умеренно континентального климата с тёплым летом и относительно тёплой зимой (Dfb в классификации Кёппена).

## Население
| 2002 | 2010 |
| ---- | ---- |
| 462  | ↘445 |

## Транспорт
Малый Каменец находится в 16 км от автодороги регионального значения 38К-004 (Дьяконово — Суджа — граница с Украиной), на автодороге межмуниципального значения 38Н-026 (Большое Солдатское — Малый Каменец), в 17 км от ближайшей ж/д станции Сосновый Бор (линия Льгов I — Подкосылев).